# John W. Dawson (Politiker)

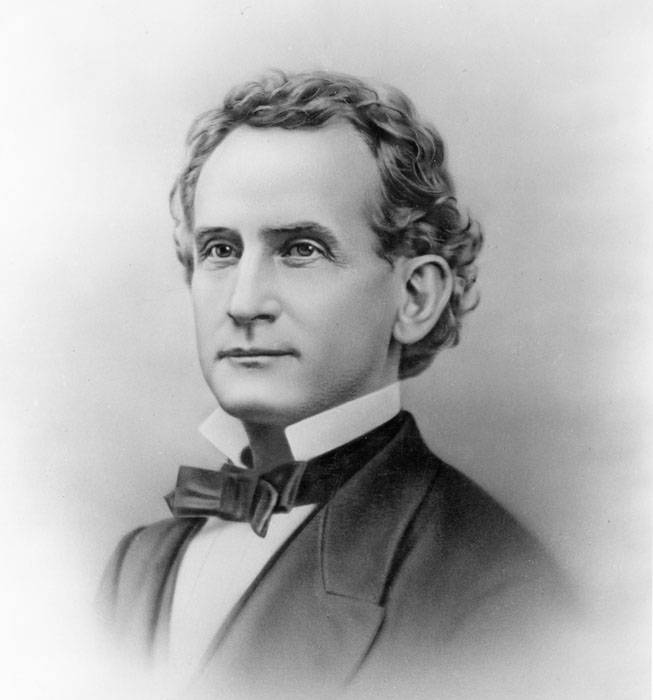
John W. Dawson

John W. Dawson (* 21. Oktober 1820 in Cambridge, Wayne County, Indiana; † 10. September 1877) war ein US-amerikanischer Rechtsanwalt, Farmer, Zeitungsredakteur und Politiker (Republikanische Partei).
Er kandidierte 1854 erfolglos für einen Sitz im Repräsentantenhaus von Indiana. Ferner scheiterte er dann 1856 mit seiner Kandidatur um das Amt des Secretary of State von Indiana und dann 1858 um einen Sitz im Kongress. Seine politische Laufbahn begann er als Demokrat, wechselte aber nach kurzer Zeit zu den Republikanern. Präsident Abraham Lincoln ernannte ihn 1861 zum Gouverneur des Utah-Territoriums, jedoch verließ er aufgrund von Spannungen mit den ansässigen Mormonen nach nur drei Wochen seinen Posten. Dawson machte „derbe und unangemessene Anträge“ an die Mormonen-Witwe Albina Merrill Williams, die ihn darauf mit einer Feuerschaufel schlug. Als er ihr 3.000 US-Dollar für ihr Stillschweigen anbot, wies sie ihn zurecht, so dass er Silvester 1861 Salt Lake City schnell verließ.
Dawson nahm eine Postkutsche ostwärts und erreichte die Pony-Express-Haltestelle von Ephraim Hanks bei Mountain Dell, Utah. Hanks versicherte Dawson, das er dort sicher wäre. Allerdings verfolgte ihn eine Gruppe junger Mormonen. Darunter waren Jason Luce, Matthew Luce, Wilford Luce, Wood Reynolds, Moroni Clawson, Lot Huntington und Isaac Neibaur. Bei einer folgenden Nachtaktion überfielen sie ihn, raubten ihn aus, schlugen und traten ihn zusammen und kastrierten ihn angeblich auch noch. Später behaupteten sie, dass sie unter direkten Befehl des Salt Lake Police Chief standen. Vier der Jugendlichen wurden gefangen genommen, wobei die anderen drei beim Versuch zu fliehen von der Polizei und den Sheriffs erschossen wurden. Dawson wurde später als der erste Biograf von John Chapman bekannt.
Er verstarb 1877 und wurde anschließend auf dem Lindenwood Cemetery in Fort Wayne, Indiana beigesetzt.